# Herb Pieszyc
Herb Pieszyc – jeden z symboli miasta Pieszyce i gminy Pieszyce w postaci herbu.

## Wygląd i symbolika
Herb przedstawia na niebieskiej tarczy u dołu zieloną, stylizowana górę, posiadającą wierzchołek sięgający do górnej krawędzi tarczy. Z lewej strony góry mieści się zielona jodła, z prawej – żółty wizerunek muflona. W podstawie góry umieszczona jest popielata wieża widokowa na Wielkiej Sowie. 
Symbolika herbu nawiązuje do okolicznej fauny i flory oraz do wzniesienia – Wielkiej Sowy leżącej w granicach administracyjnych miasta.

## Historia
Pieszyce prawa miejskie otrzymały w roku 1962. Po nadaniu praw miejskich uchwalono herb, który przedstawiał na czerwonej tarczy białego orła, na którego piersi znajdowały się trzy małe tarczki: górna prawa – błękitna ze złotym kłosem, górna lewa – błękitna ze złotym czółenkiem, dolna – złota z czarnym kółkiem zębatym. Czółenko oraz koło zębate nawiązywały do tradycji manufaktur tkackich i fabryk włókienniczych działających na terenie Pieszyc od XVIII wieku.